# Nowe Smarchowice
Nowe Smarchowice (deutsch Neu Marchwitz) ist eine Ortschaft in Niederschlesien. Der Ort liegt in der Gmina Namysłów im Powiat Namysłowski in der Woiwodschaft Oppeln in Polen.

## Geographie

### Geographische Lage
Das Dorf Nowe Smarchowice liegt sieben Kilometer südwestlich der Gemeinde- und Kreisstadt Namysłów (Namslau) sowie 55 Kilometer nordwestlich der Woiwodschaftshauptstadt Opole (Oppeln). Der Ort liegt in der Nizina Śląska (Schlesische Tiefebene) innerhalb der Równina Oleśnicka (Oelser Ebene). Durch den Ort führt die Landesstraße Droga krajowa 39. Der Ort ist umgeben von weitläufigen Waldgebieten.

### Ortsteile
Ortsteile von Nowe Smarchowice sind die Weiler Bławaciska (Kolonie Blawacziske), Hałderze (Hälterhäuser), Młynek (Mühlchen), Piękna Studnia (Vorwerk Schönbrunn), Stanek (Hinterwald) und Zielony Dąb (Grüneiche).

### Nachbarorte
Nachbarort von Nowe Smarchowice ist im Norden Smarchowice Wielkie  (Groß Marchwitz).

## Geschichte
Neu Marchwitz wurde als Kolonie im 18. Jahrhundert gegründet.
Nach der Neuorganisation der Provinz Schlesien gehörte die Landgemeinde Neu Marchwitz ab 1816 zum Landkreis Namslau im Regierungsbezirk Breslau. 1845 bestanden im Dorf 16 Häuser. Im gleichen Jahr lebten in Neu Marchwitz 108 Menschen, davon 35 katholisch. 1874 wurde der Amtsbezirk Polnisch Marchwitz  gegründet, welcher die Landgemeinde Polnisch Marchwitz und Neu Marchwitz und den Gutsbezirk Polnisch Marchwitz umfasste.
1925 zählte Neu Marchwitz 93 Einwohner. Am 1. April 1937 wurde Neu Marchwitz nach Groß Marschwitz eingemeindet. Bis 1945 gehörte der Ort zum Landkreis Namslau.
1945 kam der bisher deutsche Ort unter polnische Verwaltung, wurde in Nowe Smarchowice umbenannt und der Woiwodschaft Schlesien angeschlossen. 1950 wurde Nowe Smarchowice der Woiwodschaft Oppeln zugeteilt. 1999 wurde es Teil des wiedergegründeten Powiat Namysłowski.

## Sehenswürdigkeiten
- Hölzernes Wegekreuz